# 阿魯河
阿魯河（法語：Arroux，法語發音：[aʁu]）是法國的河流，位於該國中部，屬於卢瓦尔河的右支流，河道全長128.1公里，流域面積3,174平方公里，平均流量每秒32立方米，發源自屈莱特尔，河口處在迪关。

## 外部連結
- http://www.geoportail.fr （页面存档备份，存于）
- Sandre数据库中的阿魯河 （页面存档备份，存于）